# Melanocetus johnsonii
Espèce
Statut de conservation UICN

 LC  : Préoccupation mineure
Melanocetus johnsonii, communément appelé baudroie abyssale de Johnson (parfois surnommé diable noir des abysses), est un poisson d’eau profonde de la  famille des Melanocetidae.

## Description
Le mâle a une longueur de 20 centimètres alors que les femelles peuvent atteindre jusqu'à 110 centimètres ; contrairement à d'autres Lophiiformes, le mâle est non parasitique.
La femelle possède une grande bouche remplie de longues dents fines qui peuvent se replier vers l'arrière quand la proie est avalée. Sa grande ouverture buccale ainsi que son ventre extensible lui permettent d'avaler des poissons jusqu'à deux fois sa longueur. Ses yeux sont petits et couverts d'une mince couche de peau. Un leurre se trouve à l'extrémité d'une longue épine partant du nez, qui est en fait une modification de la première épine de la nageoire dorsale. L’antenne leurre émet de la lumière grâce aux bactéries luminescentes présentes dans l'organisme de la baudroie.

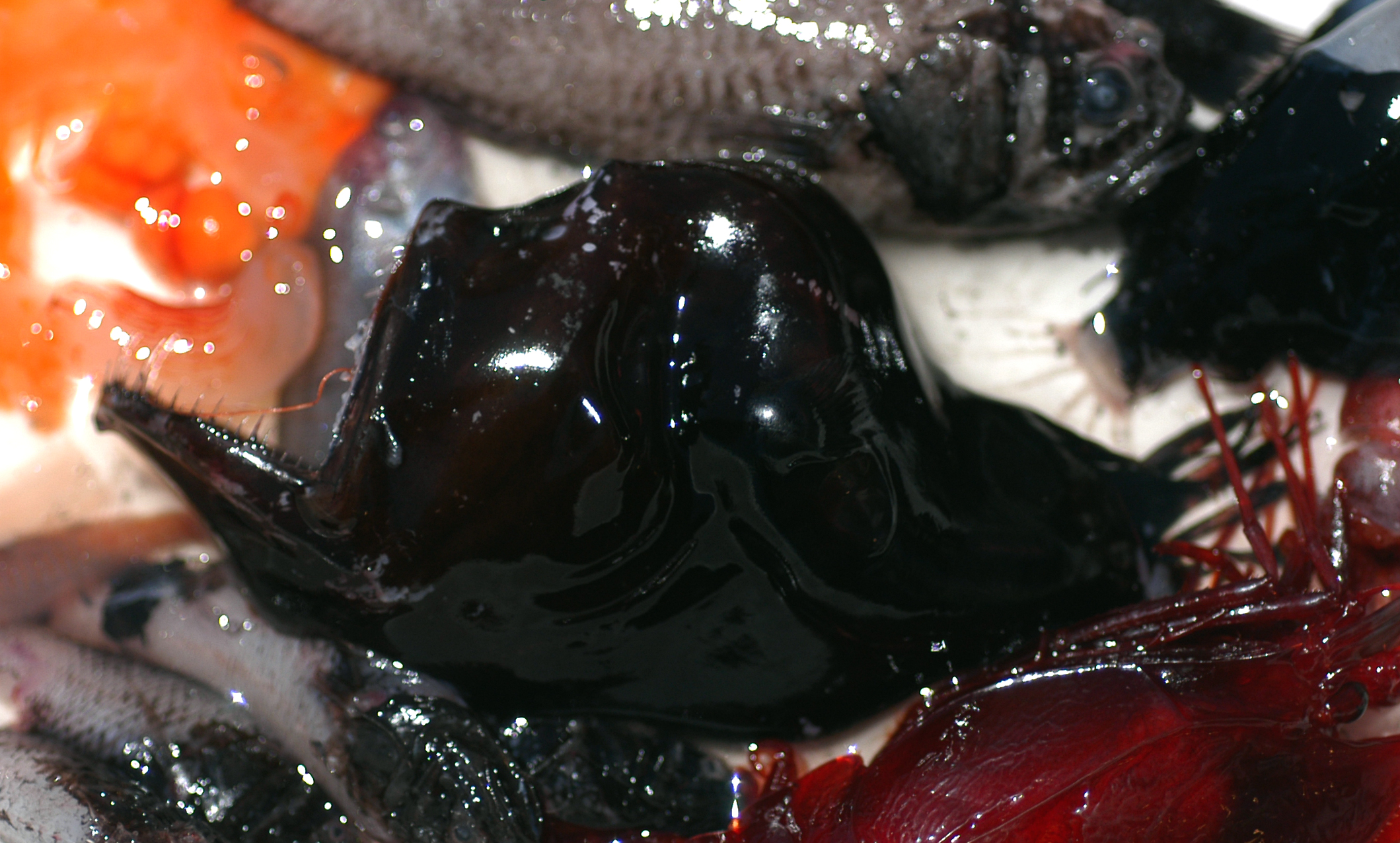
Spécimen fraîchement remonté par un navire océanographique
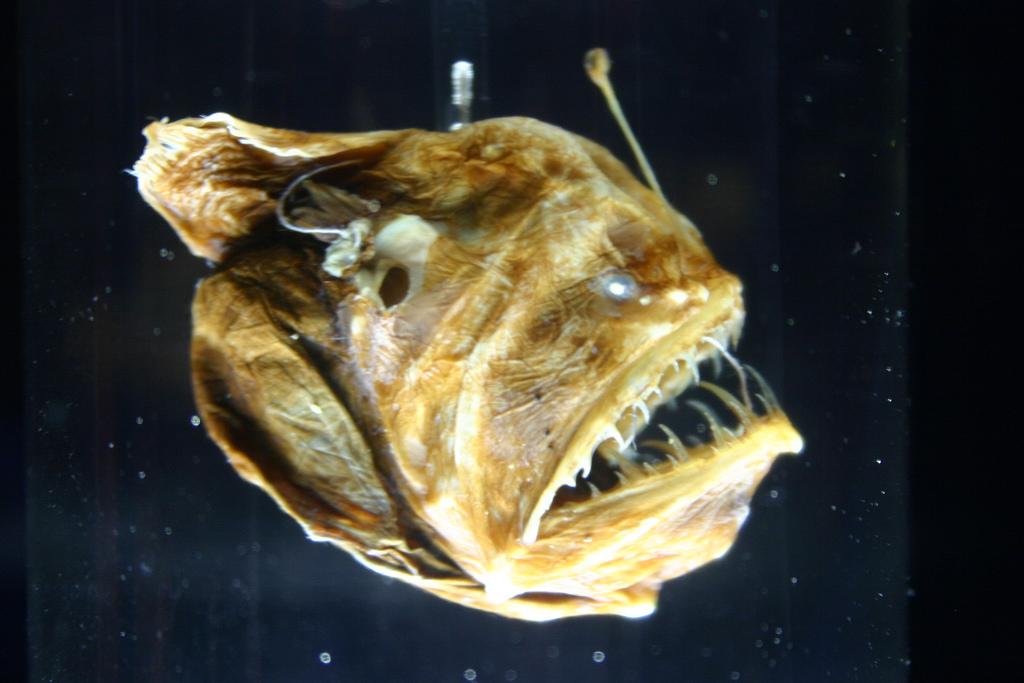
Melanocetus johnsonii conservé dans du formol
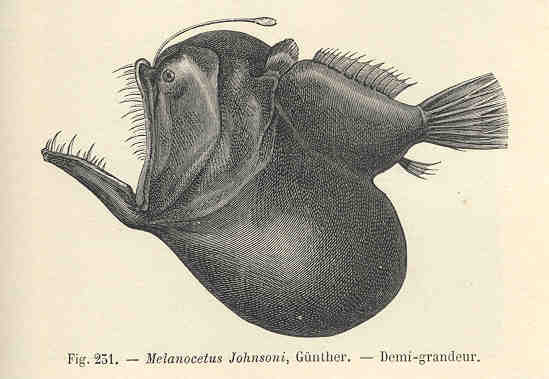
Dessin ancien
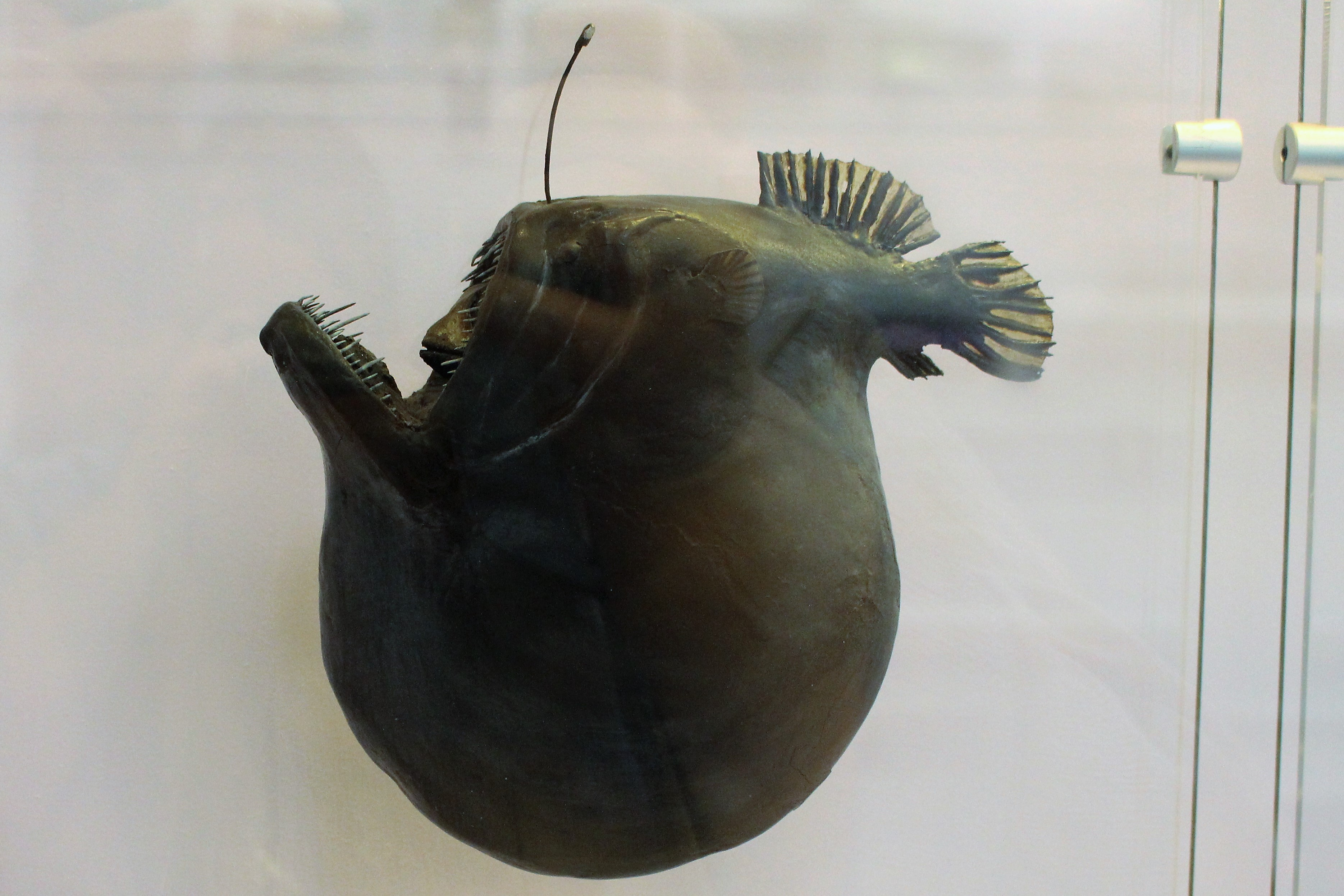
Spécimen reconstitué, avec la poche ventrale entièrement déployée

## Habitat et répartition
Cette espèce abyssale cosmopolite se rencontre dans tous les océans des régions tempérées à tropicales à des profondeurs allant de 200 m jusqu'à 2 000 m.

### Apparition en surface
Le 26 janvier 2025, l'ONG Condrik — Tenerife a pu filmer, au large de Tenerife, une femelle d'une taille anormale nageant proche de la surface et en plein jour. Cela n'était jamais arrivé,. Ce phénomène extraordinaire est sûrement causé par la présence d'une population de Mitsukurina owstoni( Requin-lutin) dans ces profondeurs qui est l'un de ses prédateurs.

## Systématique
Le nom valide complet (avec auteur) de ce taxon est Melanocetus johnsonii Günther, 1864.
Melanocetus johnsonii a pour synonymes :
- Centrocetus spinulosus Regan & Trewavas, 1932
- Melanocetus cirrifer Regan & Trewavas, 1932
- Melanocetus ferox Regan, 1926
- Melanocetus johnsoni Günther, 1864
- Melanocetus krechi Brauer, 1902
- Melanocetus megalodontis Beebe & Crane, 1947
- Melanocetus rotundatus Gilchrist, 1903
- Melanocoetus rotundatus Gilchrist, 1903
- Xenoceratias braueri Koefoed, 1944
- Xenoceratias brevirostris Regan & Trewavas, 1932
- Xenoceratias heterorhynchus Regan & Trewavas, 1932
- Xenoceratias laevis Regan & Trewavas, 1932
- Xenoceratias micracanthus Regan & Trewavas, 1932

## Publication originale
- Günther, A. (1864). On a new genus of pediculate fish from the Sea of Madeira. Proceedings of the Zoological Society of London 1864. (pt 2) (art. 6): 301-303, Pl. 25. Also as a separate, pp. 1-2.